# Palais Bertolli
 (mars 2020).
 (mars 2020).
Le palais Bertolli est un édifice italien situé à Lucques, en Toscane.

## Histoire
Le bâtiment est construit entre 1910 et 1912, commandé par la famille Bertolli, des entrepreneurs bien connus de Lucques. Au rez-de-chaussée, avec accès par via Cavour, il y avait les magasins de l'activité commerciale et, au premier étage, deux appartements avec de grandes terrasses latérales, rendus indépendants par les cages d'escalier respectives. 
Dans les années 1950, une extension a été réalisée.

## Images

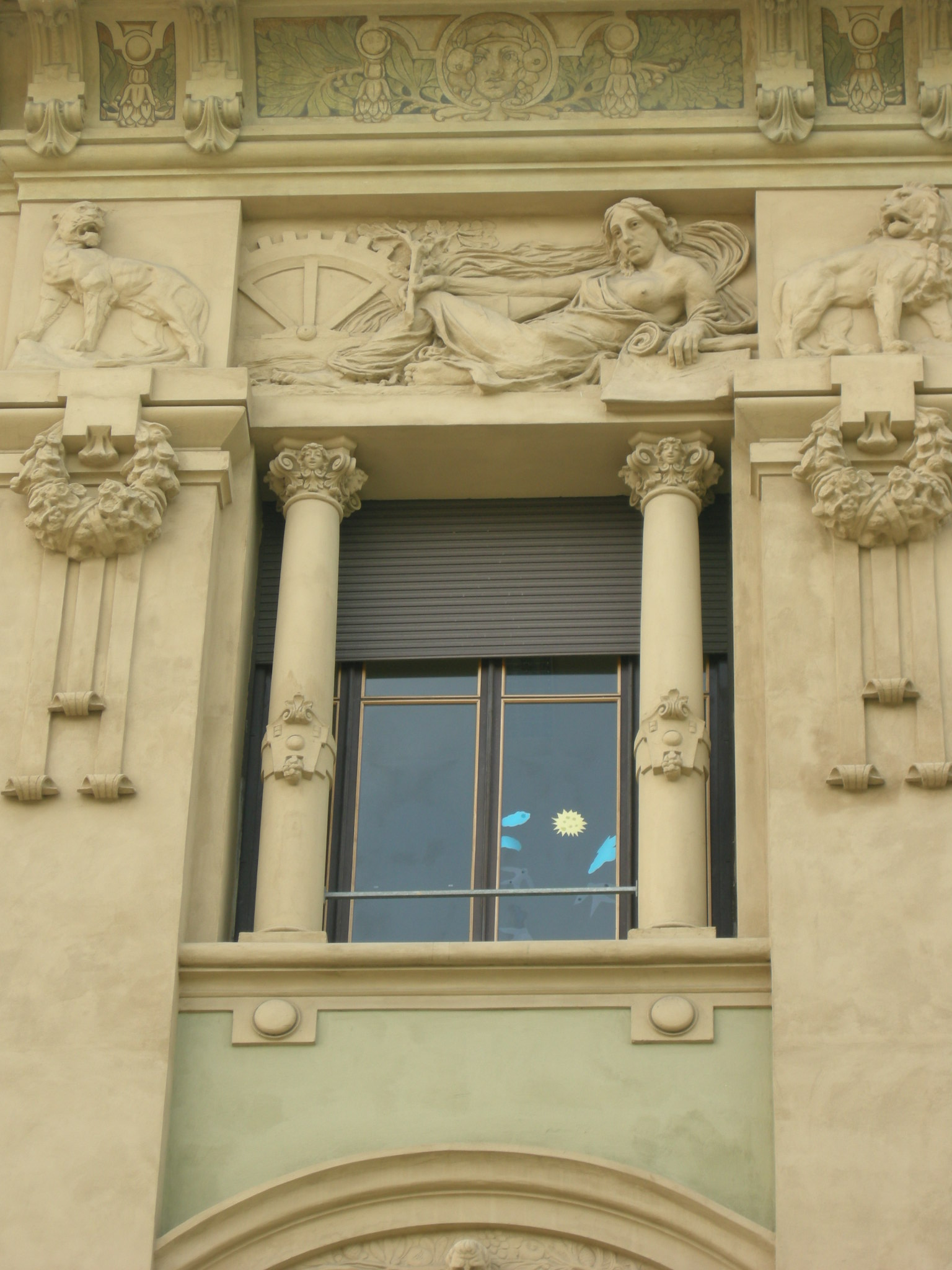
Détail de la décoration architecturale.
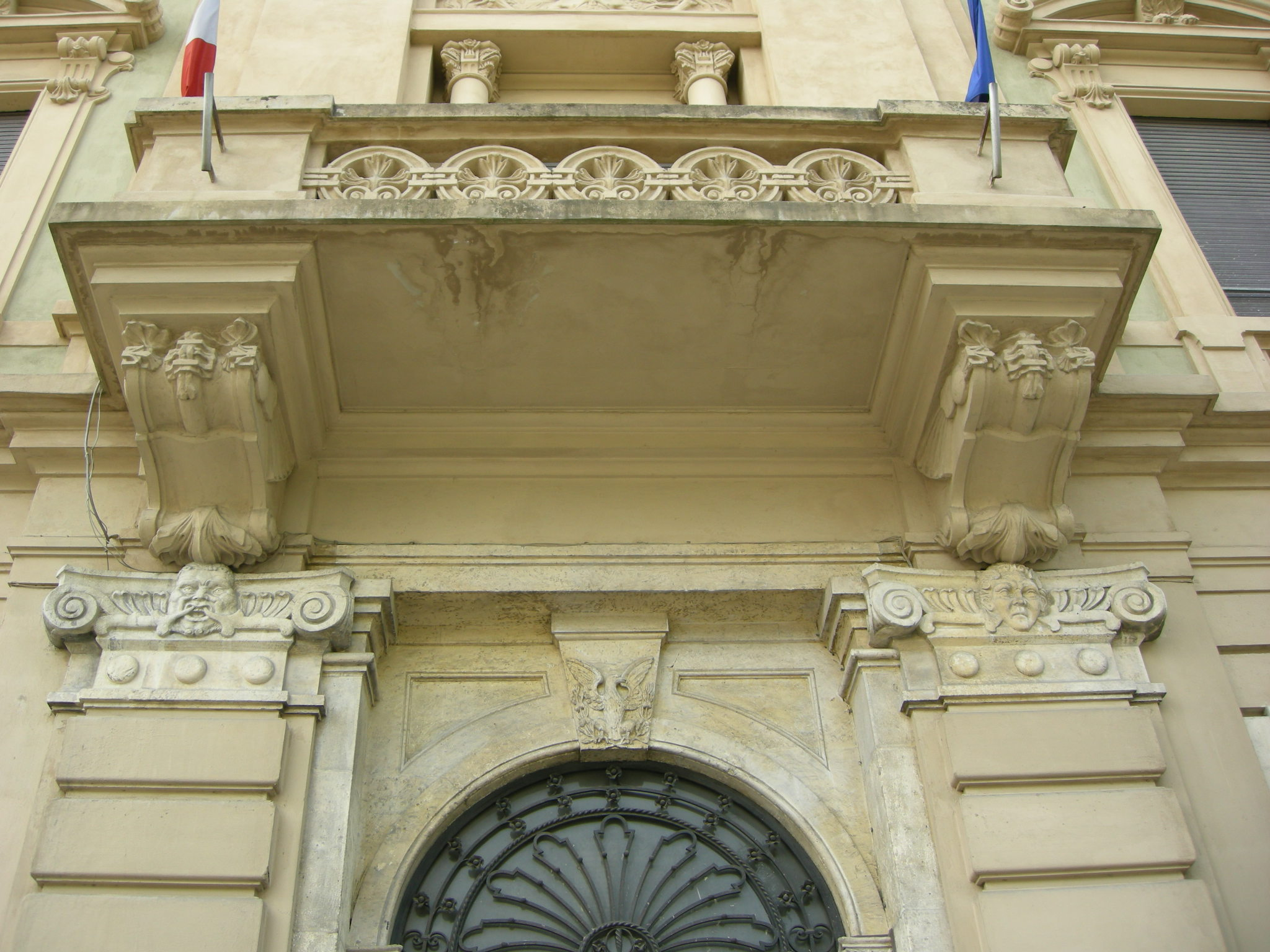
Le balcon.